# Emocionální práce
Emocionální práce (anglicky emotional labour) je práce, při které jsou emoce součástí pracovních povinností. Práce není posuzována jen podle fyzické náročnosti, ale i podle emocionální. Pro emocionální práci je důležitá spokojenost s pracovní pozicí, jestli jsou lidé svojí prací naplnění. Problematikou se jako první zabývala socioložka Arlie Hochschild v roce 1983. Pojem definovala jako „řízení pocitů za účelem vytvoření veřejně pozorovatelného obličeje a tělesného projevu“. Jako příklad uvádí Hochschildová profesi letušky. Původně se koncept emocionální práce týkal jen profesí, ale v dnešní době se týká i rodičovství či partnerství. Objevení emocionální práce je zároveň pravděpodobnější, pokud mají lidé mezi sebou hluboké pouto.
Při emocionální práci může docházet k emočnímu nesouladu, tedy, že vnitřní pocity nereflektují to, jaké pocity vyjadřují navenek nebo nesplňují požadavky. Emoční nesoulad může způsobit snížení pohody zaměstnance, a tím ztížit emocionální práci.
Původně byly rozlišovány dva druhy emočního jednání, nakonec byly rozděleny na tři:
1. Povrchové jednání – předstírání emocí, ale nesnaží se je prožívat (falešné úsměvy).
2. Hluboké jednání – člověk se snaží vyvolat pocit, který chce vyjadřovat; např. vzpomínkou na něco, kdy se cítil, tak jak se chce cítit v tu chvíli, nebo veselou hudbou aj.
3. Pravé emoce – tedy samovolná a přirozená emocionální práce. Člověk přirozeně cítí to, co je v dané chvíli očekáváno; např. soucit.

Emocionální práce je spojena s celou řadou profesí, které se dělí na tři druhy:
1. Zákaznické služby – obsluha v restauračních zařízeních, kadeřnictví apod. - Pozitivní vystupování je často vyžadováno a je bráno jako inherentní součást práce samotné, nikoli jako služba navíc.
2. Pečovatelské profese – pracující ve zdravotnictví a sociálních službách. V tomto prostředí se za součást práce bere například empatie.
3. Sociální kontrola – např. policie. Emocionální práce se zde liší podle dané situace, které je třeba se přizpůsobit. Agresivní či nepřátelské chování je tak zvoleným manipulačním prostředkem, nikoli náhodnou emocí.

Typy emocí vyžadované při práci v různých odvětvích jsou jinak náročné. To se také může podepsat na duševní pohodě, například práce vyžadující potlačení negativních emocí, jako je vztek, jsou obtížnější. Důvodem je, že vztek je spojován s mocí či kontrolou situace a pocit kontroly je ukazatelem psychického zdraví. Potlačování negativních emocí vede k pocitům stresu či frustrace, což může dojít až k vyhoření. Tyto negativní důsledky zasahují především ženy, jelikož více pracují v odvětvích vyžadujících potlačení negativních emocí ve prospěch těch pozitivních. 

## Emocionální práce v rodičovství
V dnešní době se na rodičovství nahlíží jako na povolání. Specifickou roli mají vychovatelky nebo chůvy, které leckdy rodiče nahrazují. Rodiče se snaží své negativní emoce skrývat, a naopak pozitivní zveličovat; ne vždy vyjadřují emoci, kterou cítí.

## Emocionální regulace
Emocionální regulace navazuje na emocionální práci a aplikuje na ní psychologické teorie. Dokazuje tak, že emoční práce může vést ke stresu a v horším případě k vyhoření. Cílem emocionální regulace je omezit dopad emocí na člověka, nikoliv emoci samotnou.
Emocionální práce souvisí s emoční přizpůsobivostí, genderem, zdravotním stavem, ale také s mírou emoční inteligence. Pokud má jedinec vysokou emoční inteligenci, dokáže lépe ovládnout emoce. Další důležitý rys je extraverze. Extrovert dokáže lépe vyjadřovat emoce, je více nakloněn práci s lidmi, ve které je emocionální práce potřeba. Důležitá je také emoční stabilita. Méně emočně stabilní jedinec se rychleji emočně vyčerpá a častěji se musí přetvářet, což vede k emoční únavě.